# Мутник, Абрам Яковлевич
Абрам Яковлевич Мутник (настоящая фамилия Мытникович; 1868, Вильно, Российская Империя — 1930, Берлин, Германия) — российский политический деятель, участник революционного движения. В революционном движении — с конца 1880-х гг. В начале 1890-х гг. организатор еврейских рабочих кружков в Вильно. Делегат учредительного съезда Бунда (1897), избран членом ЦК.
Участник 1-го учредительного съезда РСДРП (1898), был одним из трёх членов съезда, представлявших Бунд. Вскоре после учредительного съезда РСДРП арестован. Эмигрировал после освобождения, жил в Лондоне и Женеве. До 1905 года член заграничного комитета Бунда.
Поддерживал меньшевиков, в 1907–10 годах — «ликвидаторов». Накануне Первой мировой войны вновь эмигрировал и поселился в Стокгольме. От политической деятельности отошёл. Приветствовал Февральскую Революцию 1917 года. Октябрьскую революцию 1917 осудил. С 1919 — в Берлине, заведовал русским издательством «Восток», затем вступил в социал-демократический клуб им. Мартова.